# Чемпіонат УРСР з легкої атлетики в приміщенні 1980
Чемпіонат УРСР з легкої атлетики в приміщенні 1980 серед дорослих був проведений 25-26 січня у Києві в легкоатлетичному манежі РСШІ.
Чемпіони республіки з багатоборств були визначені в межах окремого чемпіонату, що був проведений у Донецьку.

## Призери

### Чоловіки
| Дисципліни                | Золото                                  | Золото    | Срібло                                 | Срібло  | Бронза                                   | Бронза  |
| ------------------------- | --------------------------------------- | --------- | -------------------------------------- | ------- | ---------------------------------------- | ------- |
| 60 метрів                 | Володимир Ігнатенко Київ                | 6,6h      | Володимир Бронников Одеська обл.       | 6,6     | А. Паламарчук Вінницька обл.             | 6,7     |
| 100 метрів                | Володимир Ігнатенко Київ                | 10,2h NIB | Володимир Бронников Одеська обл.       | 10,3    | Олексій Голоурний Київ                   | 10,5    |
| 400 метрів                | Валерій Сташук Київ                     | 49,7h     | Сергій Щоголєв Київ                    | 49,9    | Володимир Білокінь Київ                  | 50,0    |
| 800 метрів                | Олександр Лисенко Київ                  | 1.53,3h   | Валерій Звигольський Донецька обл.     | 1.53,6  | Ю. Коротков ???                          | 1.53,9  |
| 1500 метрів               | Віталій Тищенко Чернігівська обл.       | 3.47,9h   | Борис Прус Київ                        | 3.48,4  | Василь Шостенко Житомирська обл.         | 3.50,7  |
| 3000 метрів               | Ігор Браславський Дніпропетровська обл. | 8.17,4h   | Олександр Загоруйко Вінницька обл.     | 8.19,2  | О. Шкурупій Київ                         | 8.19,7  |
| 60 метрів з бар'єрами     | Степан Кузів Львівська обл.             | 7,6h      | Василь Ніколенко Одеська обл.          | 7,8     | Олександр Чешко Київ                     | 8,2     |
| 110 метрів з бар'єрами    | Степан Кузів Львівська обл.             | 13,9h     | Олександр Чешко Київ                   | 14,2    | Микола Штангеєв Донецька обл.            | 14,3    |
| 2000 метрів з перешкодами | В. Зайчук Київ                          | 5.34,3h   | Олександр Величко Київ                 | 5.34,9  | Б. Мулинський Київ                       | 5.38,3  |
| Ходьба 10000 метрів       | Борис Савчук Київ                       | 40.32,0h  | Леонід Вільгота Львівська обл.         | 40.48,0 | Віктор Чернов Житомирська обл.           | 40.58,0 |
| Стрибки у висоту          | Сергій Сенюков Чернівецька обл.         | 2,18      | Юрій Шевченко Київ                     | 2,15    | Олексій Дем'янюк Львівська обл.          | 2,12    |
| Стрибки з жердиною        | Сергій Кривозуб Донецька обл.           | 5,30      | Віктор Спасов Київ                     | 5,20    | Валерій Ткаченко Донецька обл.           | 5,10    |
| Стрибки у довжину         | Сергій Лапко Донецька обл.              | 7,74      | Сергій Лаєвський Дніпропетровська обл. | 7,48    | Володимир Сидоров Ворошиловградська обл. | 7,43    |
| Потрійний стрибок         |                                         |           |                                        |         |                                          |         |
| Штовхання ядра            | Анатолій Ярош Ворошиловградська обл.    | 19,92     | Сергій Соломко Київ                    | 18,83   | Андрій Шурепов Київ                      | 17,92   |

### Жінки
| Дисципліни             | Золото                                  | Золото      | Срібло                                   | Срібло | Бронза                                    | Бронза |
| ---------------------- | --------------------------------------- | ----------- | ---------------------------------------- | ------ | ----------------------------------------- | ------ |
| 60 метрів              | Раїса Махова Дніпропетровська обл.      | 7,2h        | Лідія Земляна Київ                       | 7,3    | Л. Сокольчук Київ                         | 7,4    |
| 100 метрів             | Раїса Махова Дніпропетровська обл.      | 11,6h       | Тетяна Скачко Ворошиловградська обл.     | 11,7   | Лідія Земляна Київ                        | 11,9   |
| 400 метрів             | Наталія Єршова Київ                     | 56,8h       | Н. Гриняк Львівська обл.                 | 56,9   | Т. Бєлишева Дніпропетровська обл.         | 57,5   |
| 800 метрів             | Любов Смолка Київ                       | 2.03,5h NIB | Тамара Коба Дніпропетровська обл.        | 2.06,5 | Тетяна Веремйова Донецька обл.            | 2.07,5 |
| 1500 метрів            | Любов Смолка Київ                       | 4.08,0h NIB | Тамара Коба Дніпропетровська обл.        | 4.14,1 | Надія Ралдугіна Кримська обл.             | 4.29,7 |
| 60 метрів з бар'єрами  | Галина Гончаренко Дніпропетровська обл. | 8,2h        | Тетяна Малюванець Ворошиловградська обл. | 8,2    |                                           |        |
| 100 метрів з бар'єрами |                                         |             | Ірина Дерев'янко Дніпропетровська обл.   | 13,6   | Людмила Паламаренко Дніпропетровська обл. | 13,7   |
| Стрибки у висоту       | Ольга Бондаренко Ворошиловградська обл. | 1,80        | Наталія Литвиненко Київ                  | 1,78   | Ніна Сербіна Київ                         | 1,75   |
| Стрибки у довжину      | Тетяна Скачко Ворошиловградська обл.    | 6,42        | Любов Позня Київ                         | 6,38   | Ірина Паленко Дніпропетровська обл.       | 6,31   |
| Штовхання ядра         |                                         |             |                                          |        |                                           |        |

## Чемпіонат з багатоборств
Чемпіонат УРСР з легкоатлетичних багатоборств у приміщенні 1980 серед дорослих був проведений 14-16 лютого у Донецьку.

### Чоловіки
| Дисципліни  | Золото                      | Золото | Срібло             | Срібло | Бронза            | Бронза |
| ----------- | --------------------------- | ------ | ------------------ | ------ | ----------------- | ------ |
| Семиборство | Петро Климов Черкаська обл. | 5660   | О. Письменний Київ | 5394   | С. Бобровник Київ | 5300   |

### Жінки
| Дисципліни   | Золото                                    | Золото   | Срібло                             | Срібло | Бронза | Бронза |
| ------------ | ----------------------------------------- | -------- | ---------------------------------- | ------ | ------ | ------ |
| П'ятиборство | Людмила Паламаренко Дніпропетровська обл. | 4407 NIB | Тетяна Шпак Ворошиловградська обл. | 4334   |        |        |